# Daseuplexia lagenifera
Daseuplexia lagenifera là một loài bướm đêm trong họ Noctuidae.